# جان هیوز (بازیکن فوتبال)
جان هیوز (انگلیسی: John Hughes؛ زادهٔ ۱ ژانویهٔ ۱۸۸۰) بازیکن فوتبال اهل بریتانیا است.
از باشگاه‌هایی که در آن بازی کرده‌است می‌توان به باشگاه فوتبال لیورپول اشاره کرد.